# 나이스신용평가
NICE신용평가(NICE Investors Service)는 대한민국의 신용평가회사이다. NICE그룹의 계열사이다.
1986년 9월 전국종합신용평가㈜로 설립되어, 1991년 1월 한국신용정보(주)로 사명을 변경하였다. 2007년 11월 한국신용정보㈜의 평가사업부문이 물적분할되어 한신정평가(주)로 사명을 변경한 후 2011년 9월 NICE신용평가㈜로 사명을 변경하였으며, 일반기업 및 금융회사 신용평가, SF신용평가, 사업성평가, 가치평가, 정부신용평가 등의 사업을 영위하고 있다.